# Nebljusi
Nebljusi is een plaats in de gemeente Donji Lapac in de Kroatische provincie Lika-Senj. De plaats telt 166 inwoners (2001).